# Manade Chauvet
La manade Chauvet est un élevage de taureaux de Camargue fondé en 1965 par Régis Chauvet.

## Historique
Régis Chauvet crée un élevage en 1956, puis la manade en association, sous le nom de Chauvet-Chapelle, en 1963.
C'est le cocardier Aureillois qui tua François Canto à Beaucaire.
Régis Chauvet meurt le 31 octobre 1994. Ses enfants Maryse, René et Régine reprennent alors les rênes de la manade. Régine décède à son tour le 3 avril 2004, suivie de René 27 décembre 2007.

## Palmarès
La manade a élevé plusieurs cocardiers de renom : Camarina, devenu Biòu d'or trois fois, en 2005, 2007 et 2008 ; Aimarguois, ayant participé à la Cocarde d'or en 2005 et 2006 ; Colvert, vainqueur de la Cocarde d'or 2017.